# Scroforio
Scroforio is een plaats (frazione) in de Italiaanse gemeente Terranova Sappo Minulio.